# Skycam

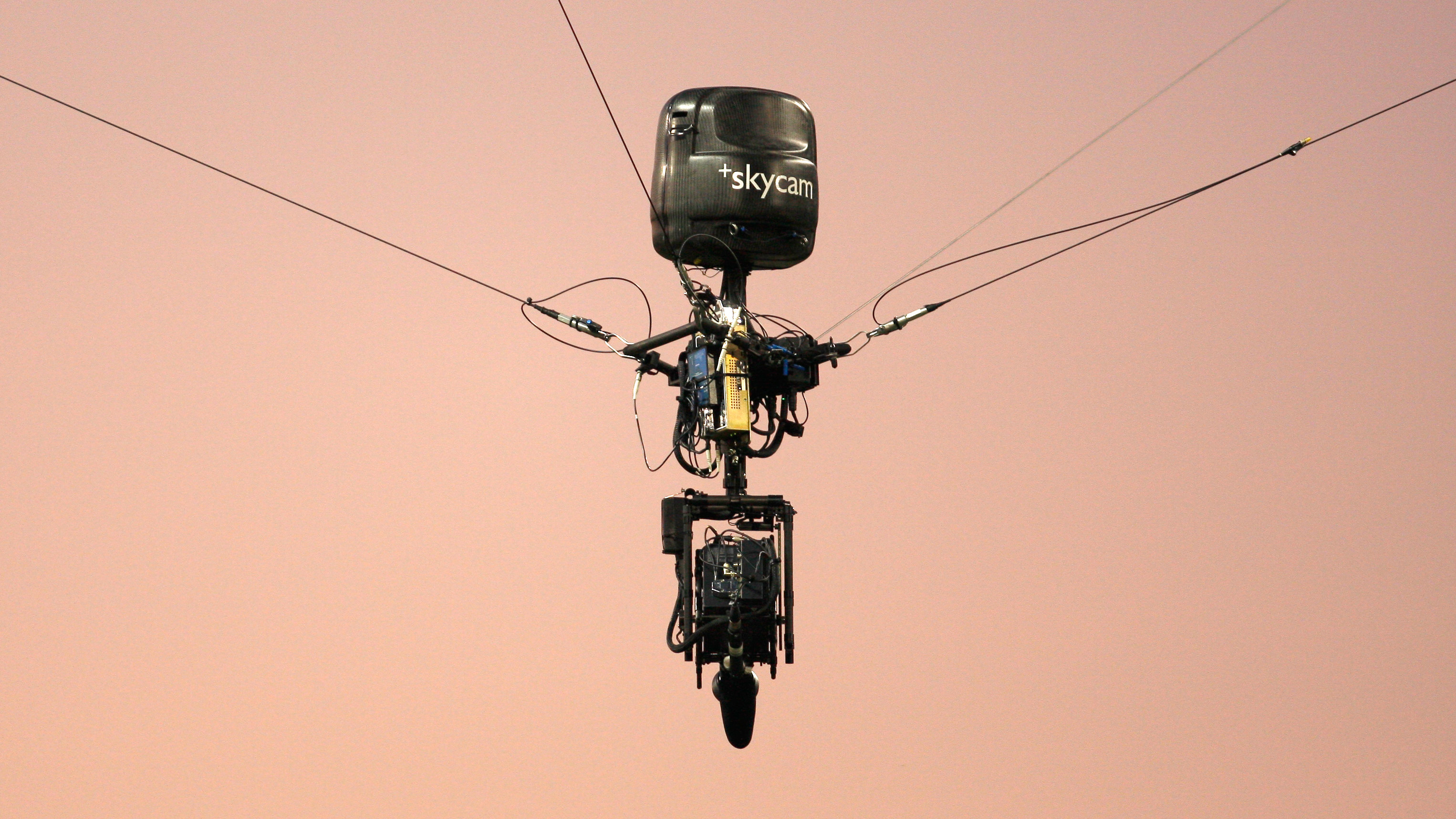
Una Skycam en funcionamiento durante un partido de fútbol de los Washington Huskies en Seattle en 2008.

Skycam es un sistema de cámara suspendido por cable, estabilizado y controlado por ordenador. El sistema se maniobra en tres dimensiones en el espacio abierto sobre un área de juego de un estadio o arena mediante un sistema de accionamiento por cable controlado por computadora. Es responsable de llevar ángulos de cámara similares a los de los videojuegos a la cobertura deportiva televisiva. El paquete de la cámara pesa menos de 14 kilogramos (31 libras) y puede viajar a 13 m/s (29 mph).